# 티쇼렉
티쇼렉(ཐི་ཤོ་ལེགས།)은 토번의 제12대 짼뽀이다.